# Académie nationale de médecine (États-Unis)
Pour les articles homonymes, voir Académie de médecine.
L'Académie nationale de médecine, en anglais National Academy of Medicine (NAM), anciennement appelée Institute of Medicine (IoM), est un organisme sans but lucratif américain. Elle fait partie des Académies nationales des sciences, d'ingénierie et de médecine, aux côtés de l'Académie nationale des sciences (NAS), de l'Académie nationale d'ingénierie (NAE), et du National Research Council (CNRC).
L'Académie nationale de médecine des États-Unis offre des conseils sur les questions relatives à la science biomédicale, à la médecine et à la santé, et sert en tant que conseiller à la nation pour améliorer la santé. Elle vise à fournir des informations objectives, fondées sur des données probantes et faisant autorité, des informations et des conseils concernant la santé, auprès des décideurs politiques, des professionnels, et du grand public.
En dehors du cadre du gouvernement fédéral américain, elle s'appuie sur des volontaires, scientifiques et autres experts, agissant en vertu du système d'évaluation par les pairs. En vertu de son statut d'académie nationale, les nouveaux membres de l'organisation sont élus chaque année par les membres actuels, sur la base de leurs réalisations dans un domaine pertinent, ainsi que pour leur volonté de participer activement.

## Histoire
L'académie est fondée en 1970 sous le nom d'Institut de médecine (IoM), par une charte du congrès de l'Académie nationale des sciences.
Le 28 avril 2015, les membres de l'Académie nationale des sciences (NAS) se sont prononcés pour une modification de l'intitulé : l'IoM a pris le nom Académie nationale de médecine et est devenu une division de la santé et de la médecine au sein du National Research Council (CNRC). Ces modifications ont pris effet le 1er juillet 2015.

## Aperçu
Les Académies nationales tenter d'obtenir des réponses d'autorité, objectives et scientifiquement équilibrées, à des questions complexes d'importance nationale Le travail est effectué par des comités de scientifiques éminents, experts nationaux et internationaux non rémunérés. Les comités sont composés en vue d'assurer l'expertise nécessaire et d'éviter toute partialité ou conflit d'intérêts. Chaque rapport produit par le comité subi un examen attentif et fait l'objet d'une évaluation par un groupe d'experts extérieurs anonymes dont les noms se sont révélés que lors de la publication de leur étude, et remise à la commission. Victor Dzau est président du Conseil. Les six années de son mandat ont débuté le 1er juillet 2014.
Le The New York Times a décrit l'IOM des États-Unis comme le « plus éminent et le plus respecté des organismes sur les questions de santé et de médecine, dont les rapports peuvent transformer la pensée médicale dans le monde entier. »

## Récompenses et distinctions
Le prix international Rhoda et Bernard Sarnat de la Santé mentale (prix Sarnat) a été créé en 1992 et est décerné chaque année par l'Académie pour distinguer les individus, des groupes ou des organisations dont les réalisations sont exceptionnelles pour l'amélioration de la santé mentale. Il est accompagné par une médaille et un prix de 20 000 $.